# カゴカキダイ
カゴカキダイ（駕篭担鯛、学名：Microcanthus strigatus）は、スズキ目カゴカキダイ科に分類される魚類の一種。かつてはチョウチョウウオ科に分類されていたが、稚魚がトリクティス期を経ないため現在は独立した科に分類されている。

## 形態
体長20センチメートル。吻先から尾鰭基部まで黄色地に暗色の縦縞を並べた模様をしている。体長が約1.5センチメートルの稚魚は、体高が低く、半透明で、縞模様は不完全である（背と腹にしか出ない）。幼魚は背鰭後端に黒い紋がある。

## 生態
雑食で、小型甲殻類、藻類などを食べる。

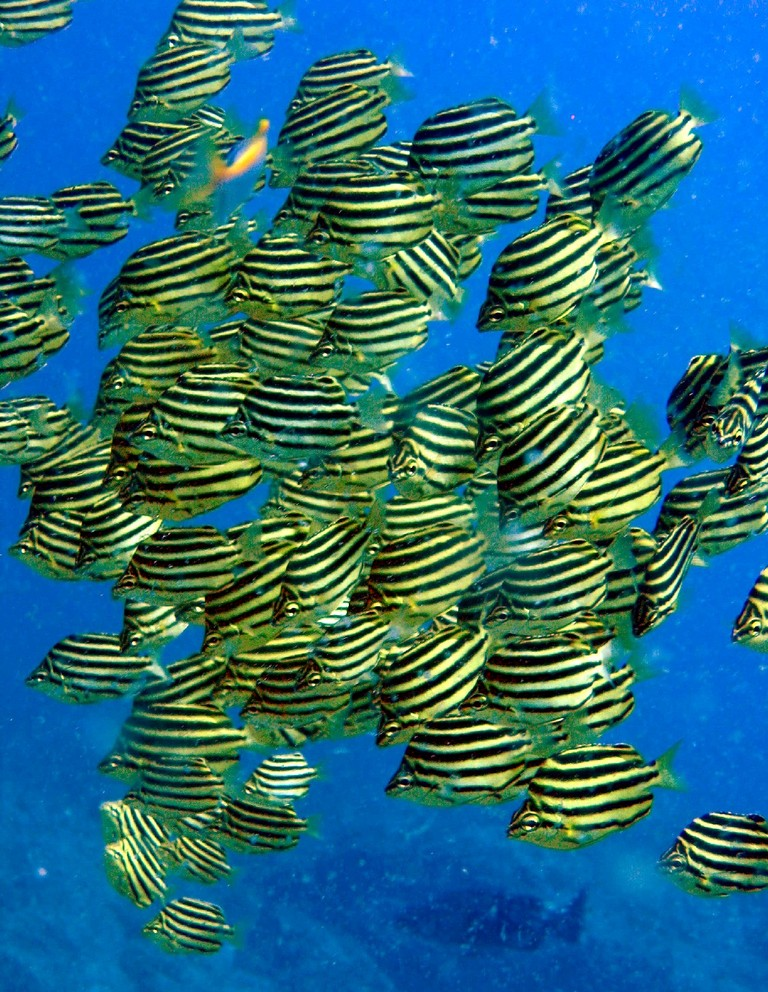
カゴカキダイの群れ

沿岸の岩礁域に生息する。産卵期は4 - 5月。

## 分布
西・中部太平洋の温・熱帯域に分布する。日本では本州中部以南で普通に見られるが、沖縄では稀である。

## 人とのかかわり
食用・観賞魚。美味である。